# Puchar Włoch w rugby union mężczyzn (2021/2022)
Puchar Włoch w rugby union mężczyzn (2021/2022) – trzydziesta czwarta edycja Pucharu Włoch mężczyzn w rugby union. Zarządzane przez Federazione Italiana Rugby zawody odbywały się w dniach 11 września 2021 – 16 kwietnia 2022 roku.
W swoich grupach zwyciężyły zespoły Petrarca i Fiamme Oro. Na arenę finałowego pojedynku związek wyznaczył Stadio Sergio Lanfranchi w Parmie, a jego arbitrem była Clara Munarini, będąca pierwszą kobietą sędziującą mecz tej rangi. Triumfowali w nim zawodnicy Petrarca Rugby. 

## System rozgrywek
Do zawodów przystąpiło wszystkie dziesięć klubów najwyższej klasy rozgrywkowej, które zostały podzielone na dwie pięciozespołowe grupy. Rozgrywki były prowadzone w pierwszej fazie systemem kołowym, a do drugiej fazy rozgrywek awansowali zwycięzcy grup, którzy na neutralnym stadionie rozegrali mecz o puchar kraju.
Harmonogram spotkań został opublikowany na początku sierpnia 2021 roku, następnie finał został przesunięty o dwa tygodnie.
Z uwagi na COVID-19 część spotkań została odwołana, a zgodnie z przepisami rozgrywek i niemożliwością ich rozegrania w innym terminie były one rozstrzygane jako walkower.

## Faza grupowa

### Grupa A
| 11 września 202116:00 | Lyons | 17:43(14:22) | Valorugby Emilia | Stadio comunale Walter Beltrametti, Piacenza Sędzia: Andrea Piardi |
| 11 września 202116:00 |       | 17:43(14:22) |                  | Stadio comunale Walter Beltrametti, Piacenza Sędzia: Andrea Piardi |

| 11 września 202116:00 | Petrarca | 61:5(28:0) | Mogliano | Stadio Plebiscito, Padwa Widzów: 500 Sędzia: Manuel Bottino |
| 11 września 202116:00 |          | 61:5(28:0) |          | Stadio Plebiscito, Padwa Widzów: 500 Sędzia: Manuel Bottino |

| 18 września 202116:00 | Mogliano | 42:26(10:21) | Lyons | Stadio Maurizio Quaggia, Mogliano Veneto Widzów: 200 Sędzia: Andrea Spadoni |
| 18 września 202116:00 |          | 42:26(10:21) |       | Stadio Maurizio Quaggia, Mogliano Veneto Widzów: 200 Sędzia: Andrea Spadoni |

| 18 września 202116:00 | Viadana | 12:48(5:24) | Petrarca | Stadio Luigi Zaffanella, Viadana Widzów: 300 Sędzia: Andrea Piardi |
| 18 września 202116:00 |         | 12:48(5:24) |          | Stadio Luigi Zaffanella, Viadana Widzów: 300 Sędzia: Andrea Piardi |

| 8 stycznia 202214:00 | Lyons | 0:20 | Petrarca | Stadio comunale Walter Beltrametti, Piacenza |
| 8 stycznia 202214:00 |       | 0:20 |          | Stadio comunale Walter Beltrametti, Piacenza |

| 8 stycznia 202215:00 | Valorugby Emilia | 20:0 | Viadana | Stadio Mirabello, Reggio nell’Emilia |
| 8 stycznia 202215:00 |                  | 20:0 |         | Stadio Mirabello, Reggio nell’Emilia |

| 15 stycznia 202215:00 | Mogliano | 0:20 | Viadana | Stadio Maurizio Quaggia, Mogliano Veneto |
| 15 stycznia 202215:00 |          | 0:20 |         | Stadio Maurizio Quaggia, Mogliano Veneto |

| 15 stycznia 202215:00 | Petrarca | 27:17(3:7) | Valorugby Emilia | Stadio Plebiscito, Padwa Widzów: 300 Sędzia: Federico Boraso |
| 15 stycznia 202215:00 |          | 27:17(3:7) |                  | Stadio Plebiscito, Padwa Widzów: 300 Sędzia: Federico Boraso |

| 22 stycznia 202215:00 | Valorugby Emilia | 20:0 | Mogliano | Stadio Mirabello, Reggio nell’Emilia |
| 22 stycznia 202215:00 |                  | 20:0 |          | Stadio Mirabello, Reggio nell’Emilia |

| 22 stycznia 202215:00 | Viadana | 20:0 | Lyons | Stadio Luigi Zaffanella, Viadana |
| 22 stycznia 202215:00 |         | 20:0 |       | Stadio Luigi Zaffanella, Viadana |

### Grupa B
| 11 września 202115:00 | SS Lazio | 22:47(17:21) | Calvisano | Centro sportivo Giulio Onesti, Rzym Sędzia: Dante D'Elia |
| 11 września 202115:00 |          | 22:47(17:21) |           | Centro sportivo Giulio Onesti, Rzym Sędzia: Dante D'Elia |

| 11 września 202116:00 | Colorno | 15:49(8:21) | Fiamme Oro | Campo da rugby "Nelson Mandela", San Benedetto del Tronto Widzów: 1000 Sędzia: Riccardo Angelucci |
| 11 września 202116:00 |         | 15:49(8:21) |            | Campo da rugby "Nelson Mandela", San Benedetto del Tronto Widzów: 1000 Sędzia: Riccardo Angelucci |

| 18 września 202115:00 | Calvisano | 21:23(14:15) | Colorno | Stadio San Michele, Calvisano Sędzia: Federico Vedovelli |
| 18 września 202115:00 |           | 21:23(14:15) |         | Stadio San Michele, Calvisano Sędzia: Federico Vedovelli |

| 18 września 202116:00 | Fiamme Oro | 20:20(8:6) | Rovigo | Caserma S. Gelsomini, Rzym Sędzia: Vincenzo Schipani |
| 18 września 202116:00 |            | 20:20(8:6) |        | Caserma S. Gelsomini, Rzym Sędzia: Vincenzo Schipani |

| 8 stycznia 202215:00 | Fiamme Oro | 20:0 | SS Lazio | Caserma S. Gelsomini, Rzym |
| 8 stycznia 202215:00 |            | 20:0 |          | Caserma S. Gelsomini, Rzym |

| 8 stycznia 202215:00 | Rovigo | 37:26(14:14) | Colorno | Stadio Mario Battaglini, Rovigo Widzów: 600 Sędzia: Alex Frasson |
| 8 stycznia 202215:00 |        | 37:26(14:14) |         | Stadio Mario Battaglini, Rovigo Widzów: 600 Sędzia: Alex Frasson |

| 15 stycznia 202214:00 | Colorno | 53:15(36:3) | SS Lazio | Stadio Gino Maini, Colorno Widzów: 250 Sędzia: Franco Matteo |
| 15 stycznia 202214:00 |         | 53:15(36:3) |          | Stadio Gino Maini, Colorno Widzów: 250 Sędzia: Franco Matteo |

| 15 stycznia 202215:00 | Rovigo | 12:22(6:12) | Calvisano | Stadio Mario Battaglini, Rovigo Widzów: 650 Sędzia: Riccardo Angelucci |
| 15 stycznia 202215:00 |        | 12:22(6:12) |           | Stadio Mario Battaglini, Rovigo Widzów: 650 Sędzia: Riccardo Angelucci |

| 22 stycznia 202214:00 | SS Lazio | 19:26(14:14) | Rovigo | Centro sportivo Giulio Onesti, Rzym Sędzia: Dario Merli |
| 22 stycznia 202214:00 |          | 19:26(14:14) |        | Centro sportivo Giulio Onesti, Rzym Sędzia: Dario Merli |

| 22 stycznia 202215:00 | Calvisano | 34:34(24:10) | Fiamme Oro | Stadio San Michele, Calvisano Sędzia: Filippo Russo |
| 22 stycznia 202215:00 |           | 34:34(24:10) |            | Stadio San Michele, Calvisano Sędzia: Filippo Russo |

## Finał
| 16 kwietnia 202215:00 | Fiamme Oro | 11:23(8:6) | Petrarca | Stadio Sergio Lanfranchi, Parma Sędzia: Clara Munarini |
| 16 kwietnia 202215:00 |            | 11:23(8:6) |          | Stadio Sergio Lanfranchi, Parma Sędzia: Clara Munarini |